# Mukurthi-Nationalpark
Der Mukurthi-Nationalpark (MNP, Tamil முக்கூர்த்தி தேசியப் பூங்கா IAST Mughghūrdhdhi dhejhiyabh bhūṅghā) ist ein 78,46 km² großes Schutzgebiet im Westteil der Nilgiri-Berge westlich des Bergorts Udagamandalam im Nordwesten des Bundesstaates Tamil Nadu in den Westghats in Südindien. Der Park wurde geschaffen, um seine Schlüsselart, die Nilgiri-Tahr, zu schützen. 
Das Gebiet des heutigen Parks wurde im Jahr 1986 zu einem Wildreservat und am 12. Dezember 2001 zu einem Nationalpark erklärt (publiziert in der Tamil Nadu State Gazette am 9. Januar 2002).
Der Park ist geprägt von Gras- und Buschlandschaften, die von Flussufern durchzogen sind und sich in einer Höhenlage befinden. Klimatisch ist der Park von starken Niederschlägen, nahezu eisigen Temperaturen und starken Winden geprägt. Der Park ist die Heimat einer Reihe gefährdeter Wildtiere, einschließlich des Bengal-Tigers und des Asiatischen Elefanten. Die Hauptattraktion an Säugetieren ist jedoch der Nilgiri-Tahr. Der Park war zuvor als Nilgiri-Tahr-Nationalpark bekannt.
Die nächstgelegene größere Stadt ist das etwa 45 km entfernte Udagamandalam. Der Park ist zum Teil für den Naturtourismus zugänglich. Auf eigens dafür eingerichteten Routen sind Wanderungen und Camping möglich. Als beste Besucherzeiten gelten die Monate Februar bis Mai und September bis November.
Der Park ist Teil des Nilgiri-Biosphärenreservats, Indiens erstem internationalen Biosphärenreservat. Als Teil des UNESCO-Erbes Westghats gehört er seit dem 1. Juli 2012 zum UNESCO-Weltnaturerbe.